# Beyond the Wall
"Beyond the Wall" é o sexto episódio da sétima temporada da série de televisão de fantasia da HBO, Game of Thrones, e o 66º em geral. Foi escrito pelos co-criadores da série, David Benioff e D. B. Weiss, e dirigido por Alan Taylor.
Além da Muralha, Jon Snow (Kit Harington), que lidera um grupo de ataque para capturar uma criatura para levar para o sul, como uma evidência da existência dos Caminhantes Brancos. Após conseguir capturar uma, o grupo é cercado pelo exército dos Caminhantes Brancos. Gendry (Joe Dempsie) é enviado de volta para Atalaialeste para enviar um corvo para Daenerys Targaryen (Emilia Clarke), pedindo sua ajuda. Antes do grupo ser morto pelas criaturas, Daenerys chega e começa a incendiar as criaturas com seus três dragões. Em uma tentativa de pará-la, o Rei da Noite, líder dos Caminhantes Brancos, atira uma lança de gelo em um dos dragões de Daenerys, Viserion, e o mata. Daenerys voa para longe, junto com o grupo de ataque, mas não consegue salvar Jon. Benjen Stark (Joseph Mawle) chega e luta com as criaturas para que Jon consiga fugir. Mais tarde, Jon e Daenerys conversam. O Rei da Noite ressuscita Viserion, tornando o dragão parte de seu exército. Em Winterfell, Arya Stark (Maisie Williams) confronta Sansa Stark (Sophie Turner) após descobrir sobre a carta que ela enviou quando criança implorando pela lealdade para com o Rei Joffrey Baratheon, e Sansa encontra o saco de rostos de Arya, o qual ela conseguiu em Braavos.
"Beyond the Wall" recebeu muitos elogios de críticos, que listou a escala épica e efeitos especiais da batalha entre os Caminhantes Brancos e os dragões, as interações entre o grupo de ataque do Norte, e Jon jurando lealdade a Daenerys como os destaques do episódio, embora alguns críticos criticaram o episódio por "[desafiar] a lógica" e por apressar a história. Nos Estados Unidos, o episódio alcançou uma audiência de 10.24 milhões em sua primeira exibição.

## Enredo

### Em Winterfell
Arya confronta Sansa sobre a carta que Sansa escreveu a favor de Joffrey e dos Lannister. Sansa explica que era apenas uma criança e era ameaçada por Cersei, mas Arya rejeita este raciocínio. Elas discutem sobre nenhuma delas terem salvado Ned, e Arya acusa Sansa por estar preocupada de que perderá a confiança dos lordes do Norte se a carta for revelada. Sansa confia em Mindinho, que sugere que Brienne, que jurou servir as duas irmãs, interviria se Arya agisse contra Sansa. No entanto, quando Cersei convoca Sansa para ir à Porto Real, Sansa envia Brienne como sua representante, apesar das declarações de Brienne e de seu desejo de proteger Sansa de Mindinho. Sansa vasculha o quarto de Arya e encontra os rostos de Arya. Arya flagra Sansa e explica sobre seu treinamento com o Homem Sem Rosto. Arya diz que pode usar o rosto de Sansa, sutilmente ameaçando-a com a adaga de aço Valiriano, mas entrega a mesma para ela.

### Em Pedra do Dragão
Tyrion suspeita que Cersei preparará uma armadilha quando eles se encontrarem. Ele questiona como Daenerys, que é infértil, consegue estabelecer um legado que sobreviverá a ela. Ela se recusa a discutir a sucessão antes de assumir o Trono de Ferro. Tyrion afirma que Jon é o homem "heróico" mais recente a se apaixonar por Daenerys.

### Além da Muralha
Jon, Cão de Caça, Jorah, Beric, Thoros, e Gendry entram em uma jornada além da Muralha com Tormund e outros dois Selvagens. Eles têm várias conversas pessoais e filosóficas. Jeor havia dado para Jon a espada de sua família, Garralonga; Jon a oferece para Jorah, mas Jorah insiste para que Jon fique com ela. Um urso morto-vivo ataca, matando um Selvagem; Thoros é atacado ao tentar salvar o Cão. Os homens matam o urso; os ferimentos de Thoros são cauterizados e ele continua. Jon destrói um Caminhante Branco com Garralonga, e todos, mas um de seu pequeno grupo de criaturas instantaneamente colapsa, inanimados. Eles capturam a última criatura, aparentemente virou-se por um diferente Caminhante e, portanto, continua a animar. Uma horda de criaturas abordagens; Gendry é enviado sozinho para Atalaialeste para enviar um corvo, Daenerys, enquanto os outros estão presos em uma pequena ilha, separada das criaturas por um colapso do gelo fino. A Noite o Rei e outros Caminhantes Brancos relógio de terreno elevado. Thoros sucumbe ao seu feridas.
Gendry mal chega a Atalaialeste, onde Davos, salva e tem ocorvo é enviado para Daenerys. Daenerys voa Drogon norte com Rhaegal e Viserion, tendo recebido o corvo, e o mais rejeitado de Tyrion conselho de "não fazer nada".
As criaturas ataque de Jon grupo quando a água recongela, matando outro Selvagem e quase sobrecarregar o partido. Daenerys chega bem na hora e os dragões de queimar muitas criaturas. Os homens tentar evacuar em Drogon, mas o wights continuar a atacar; a Noite o Rei objetivos e lança um ice javeline, matando Viserion. Jon permanece no solo e incita os outros a fugir com os capturados wight. Depois de Jon aliados deixar, Jon luta sozinho com Garralonga, até que Benjen Stark chega e dá a Jon seu cavalo. Benjen cai contra o wights, enquanto Jon escapa para Atalaialeste.
Jon se recupera a bordo de um navio. Ele pede desculpas a Daenerys para Viserion da morte; ela aceita a perda, como o custo de sua aprendizagem, a verdade, e ela promete luta da Noite, o Rei com o Jon. Ele chama-la de "minha Rainha" e acredita que o Norte senhores virão a aceitar sua liderança. Daenerys espera ser digna desta confiança.
De volta para além da Muralha, o Rei da Noite ressuscita Viserion, adicionando o dragão morto ao seu exército de criatura.

## Produção

### Escrita

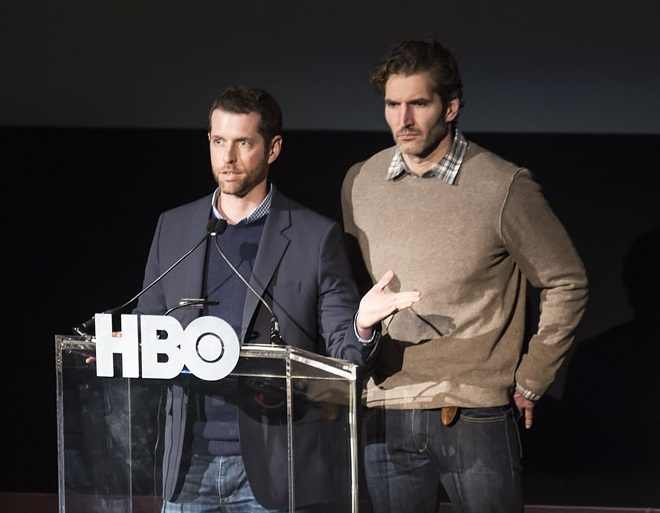
O episódio foi escrito pelos co-criadores da série, David Benioff e D. B. Weiss.

"Beyond the Wall" foi escrito pelos criadores da série, David Benioff e D. B. Weiss. Em "Inside the Episode",publicado pela HBO seguinte da exibição do episódio, David Benioff indica que a morte do dragão Viserion era algo que ele e os escritores tinham vindo a trabalhar no sentido de por um longo tempo, e acrescentou: "todo caminho do show, de alguma forma, foi tentando mapear todo o episódio final de pontos, e com um presente, ele era o dragão de abrir o seu olho azul, e perceber que a Noite o Rei tenha finalmente chegado a sua própria arma de destruição em massa". Weiss também afirmou que a parte mais agradável, por escrito, a seqüência foi para fazer parecer que todos os "mocinhos" estavam indo para "sair do outro lado mais ou menos impune", e sabia que depois de matar o dragão teria um tremendo impacto emocional", devido à sua importância para a Daenerys. Ele continuou, dizendo que eles sabiam que seria importante para a Noite de Rei para aproveitar a oportunidade de matar um dragão, e que eles pretendem para a cena a ser um "murro", por ter o espectador testemunha "o horror" envolvidos com a visão de "um desses incríveis seres como este no mundo sob a água e não chegando novamente, e o processamento," mas também de "processamento de algo que é ainda pior,"por ter o dragão puxou para fora da água e se tornando parte do exército do Rei da Noite.
Em relação à inclusão de um ataque de um urso polar criatura, Benioff e Weiss afirmou que queria ter um urso polar criatura por "cerca de quatro temporadas", mas nunca o fez para de verdade devido à oposição dos efeitos especiais da equipe. Weiss lembra que disse que eles não eram capazes de pagar o efeito especial, mas sentia que ele fez perfeito sentido que você pode ter uma dessas coisas lá fora, e nós realmente colocar nossos quatro pés para baixo e disse, caramba, queremos um urso polar zumbi", e assim o escreveu no episódio.
Weiss também falou sobre a conclusão da sequência de Winterfell, dizendo que uma vez que Sansa encontra a coleção de rostos de Arya e é confrontada, a intenção era que Sansa começasse a ver Arya como "um perigo verdadeiro e físico para ela", e que eles queriam traduzir este medo no episódio seguinte, intitulado "The Dragon and the Wolf".

### Filmagens

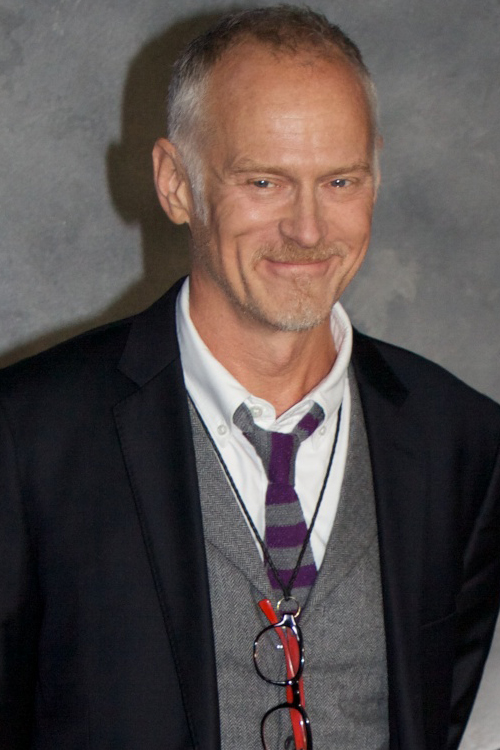
O diretor Alan Taylor voltou para a série após uma pausa, dirigindo pela última vez o episódio "Valar Morghulis", na segunda temporada da série.

"Beyond the Wall" foi dirigido por Alan Taylor. Este foi a Taylor sétimo episódio como um diretor para a série, mas foi seu primeiro episódio, desde a segunda temporada, onde dirigiu a temporada final do episódio, "Valar Morghulis". Ele também foi diretor de dois episódios da primeira temporada, "Baelor" e "Fire and Blood", assim como três outros episódios na segunda temporada. Desde seu hiato da série, Taylor foi um diretor para vários de grande orçamento de Hollywood, incluindo Thor: The Dark World e Terminador Genisys. Em uma entrevista com a Entertainment Weekly, Taylor falou sobre as diferenças entre a sua anterior passagem com a série, e o seu retorno para a sétima temporada, dizendo que ele foi anteriormente dito para evitar o uso de tela verde, e, assim, efeitos especiais, devido a restrições orçamentais com que a série teve em suas temporadas anteriores. no Entanto, com "Beyond the Wall", ele foi conseguiu utilizar plenamente os efeitos visuais para criar o ambiente grande, dragões e exércitos, devido ao aumento do orçamento. Ele também descreveu a experiência como uma "full circle", testemunhou a evolução de personagens como Sophie Turner como Sansa e Maisie Williams como Arya Stark, que dirigiu quando eles eram crianças, e que eles já crescido.
Muitas das cenas que antecederam a batalha com o Branco Walker exército foram filmadas na Islândia, mas a maioria do episódio da batalha sequência foi filmada em uma pedreira em Belfast, Irlanda do Norte. Taylor tinha esperado para filmar a sequência inteiramente na Islândia, mas rapidamente percebi que não era viável devido à quantidade de produção que era necessário. Nas filmagens do wight urso polar ataque, Taylor observou que o urso foi projetado pela Nova Zelândia-com base Weta Workshop, que anteriormente trabalhou na trilogia The Lord of Rings. Richard Dormer, que retrata de Cavalheirismo Dondarrion, descrito filmar a cena em uma entrevista separada, dizendo: "estava muito frio, molhado e física. Quente, bem como, a executar em torno de imaginar um 12 pés em chamas urso polar. É muito estranho, mas foi divertido." a Dormer também ressaltar a dificuldade de filmar uma espada flamejante, revelando que a espada só poderia queimar por dois minutos de cada vez, e não poderia ser balançou muito rapidamente, exigindo da Dormer para abrandar o seu movimento. Ele também disse que a espada que ele estava usando pesava cerca de três vezes mais do que uma espada normal. Embora os atores estavam vestidos de forma acolhedora para as cenas além da Muralha, seus ternos continha um "sistema de tubo através do qual a água fria pode ser veiculada entre fotos usando uma bomba portátil para mantê-los de ficar superaquecido," devido à própria calor de filmagem em um falso definido na Irlanda do Norte. Esse também foi essencial, devido à possibilidade de Rory McCann's, que retrata Sandor "Cão de caça" Clegane, maquiagem protética de fusão de seu rosto.

## Recepção

### Audiência
"Beyond the Wall" foi assistido por 10.24 milhões de telespectadores americanos em sua primeira exibição na HBO, que foi menor do que a classificação da semana anterior de 10.72 milhões de telespectadores durante o episódio "Eastwatch". O episódio também adquiriu uma 4.7 classificação no 18–49 demográfica, tornando a série a mais bem avaliada na televisão da noite.

### Recepção da crítica
"Beyond the Wall" recebeu muitos elogios de críticos, que listaram a escala épica e efeitos especiais da batalha entre os Caminhantes Brancos e os dragões, as interações entre o grupo de ataque do Norte, e Jon jurando lealdade a Daenerys como os destaques do episódio, com alguns críticos criticando o episódio pela lógica." Ele recebeu 81% classificação no agregador de revisão website Rotten Tomatoes a partir de 36 comentários, com uma pontuação média de 8.1 de 10. O site do consenso lê ""Beyond the Wall" entregue as batalhas épicas e reviravoltas que são esperados a partir do penúltimo episódio de Game of Thrones temporada-embora às vezes de maneiras que desafiou a lógica."

## Vazamento
Semelhante ao quarto episódio da temporada, "The Spoils of War", o episódio foi vazado antes de ser exibido, em 20 de agosto de 2017. Quatro dias antes de sua exibição oficial, a HBO Espanha e a HBO Nordic acidentalmente permitiram que "Beyond the Wall" fosse disponibilizado para visualização sob demanda por uma hora antes de ser removido.<ref>«Game of Thrones season 7 episode 6 leaks after HBO accidentally airs it across Europe»